# Římskokatolická farnost Loukov u Semil
Římskokatolická farnost Loukov u Semil (lat. Laukovium) je církevní správní jednotka sdružující římské katolíky na území osady Loukov a v jejím okolí. Organizačně spadá do turnovského vikariátu, který je jedním z 10 vikariátů litoměřické diecéze.

## Historie farnosti
Původně byla v místě tzv. starobylá farnost (plebánie), tzn. pocházející ze středověku, která zanikla v období husitských válek. Po třicetileté válce patřila k faře v Semilech. Matriky jsou pro místo vedeny od roku 1695. V roce 1759 bylo v místě zřízeno residenční kaplanství (lokálie). Od roku 1849 byla v místě zřízena samostatná farnost.

### Duchovní správcové vedoucí farnost
Začátek působnosti jmenovaného v duchovní správě farnosti od:
- Wolf
- 1368   Mauritius
- 1765   cap. loc. Wencesl. Stiepan
- 1777   cap. loc. Jos. Huniacz
- 1779   cap. loc. Jos. Holej
- 1783   cap. loc. Jos. Patoczka, n. 3. 3. 1752  Hochstadt. a. I., o. 1. 6. 1776, † 10. 5. 1826
- 1786   cap. loc. Wenc. Strnad, † 14. 9. 1807
- 1792   cap. loc. Ioann. Machek, † 11. 1. 1819
- 1795   cap. loc. Jos. Laurin, † 27. 1. 1817
- 1817   cap. loc. Jos. Hradeczky, n. 10. 10. 1787 Loukov, o. 23. 4. 1810
- 1824   cap. loc. Jos. Kauble, n. 10. 9. 1781 Boskov, o. 29. 8. 1810, † 6. 8. 1857
- 1843   cap. loc. Jos. Damaschek, n.  25. 2. 1804 Tatobity, o. 2. 9. 1829, † 12. 6. 1871
- 1846   cap. loc. Joann. Kořinek, n. 7. 9. 1804 Ktowens., o. 3. 8. 1833, † 15. 4. 1848
- 1848   cap. loc. Jos. Baresch, n. 11. 10. 1807 Parvohorkens., o. 3. 8. 1835
- 1849   protopar. (1. farář) Jos. Baresch, n. 11. 10. 1807 Parvohorkens., o. 3. 8. 1835, † 30. 3. 1891
- 1891   Laurent. Křapka, n. 10. 8. 1847 Bořkov, o. 19. 7. 1873, † 18. 6. 1898
- 1898   Car. Nejedlý, n. 19. 9. 1864 Dětenic., o. 27. 5. 1888
- 1903   Joann. Šlechta, n. 5. 6. 1865 Roudné, o. 19. 6. 1890, † 21. 6. 1911
- 1907   Adolph. Bauer, n. 17. 6. 1866 Rokycan., o. 17. 7. 1892, † 12. 8. 1909
- 1910   par. vacat, admin. inter. Franc. Sládek
- 1911   Jos. Králíček, n. 13. 1. 1870 Nový Bydžov, o. 17. 6. 1894, † 17. 4. 1939
- 1939   par. vacat, admin. inter. Wenc. Martinovský[3]
- 1. 6.  1941 Jindřich Bsumek, n. 6. 5. 1911 Sudgeřovice (Sil.), o. 29. 6. 1938,[4] † 15. 1. 1994
- 1. 9.  1994    Štefan  Pilarčík
- 1. 6.  1996    Karel Červený
- 1. 10. 1999   Jaroslav Gajdošík, admin. exc. ze Semil[3]

Kromě kněží stojících v čele farnosti, působili ve farnosti v průběhu její historie i jiní kněží. Většinou pracovali jako farní vikáři, kaplani, katecheté, výpomocní duchovní aj.

## Území farnosti
Do farnosti náleží území obce:
- Bystrá nad Jizerou[2]
- Dolní Sytová (Nieder-Sittau, varianta Untersittow[5])[p 2]
- Háje nad Jizerou (Haje[5])[p 2]
- Loukov (Loukow[5])[p 2]
- Rybnice (Ribnitz, varianta Rybnitz[5])[p 2]

## Římskokatolické sakrální stavby a místa kultu na území farnosti
| | Fotografie | Stavba                          | Místo  | Bohoslužby                      | Zeměpisné souřadnice             | Status       | Číslo kulturní památky                       |
| Kostel | Kostel     | Kostel                          | Kostel | Kostel                          | Kostel                           | Kostel       | Kostel                                       |
| --- | ---------- | ------------------------------- | ------ | ------------------------------- | -------------------------------- | ------------ | -------------------------------------------- |
| 1. |            | Kostel sv. Stanislava z Krakova | Loukov | bližší informace o bohoslužbách | 50°36′51″ s. š., 15°24′20″ v. d. | farní kostel | 45507/6-2526 (Pk•MIS•Sez•Obr•WD) (Q24352666) |
| Kaple |            |                                 |        |                                 |                                  |              |                                              |
| 2. |            | Kaple Panny Marie Lurdské       | Loukov | bližší informace o bohoslužbách |                                  | kaple        | —                                            |
| 3. |            | Kaple sv. Máří Magdalény        | Loukov | bližší informace o bohoslužbách |                                  | obecní kaple | —                                            |
| Některé drobné sakrální stavby a pamětihodnosti lze dohledat zde v databázi Drobné sakrální památky Zaniklé sakrální stavby lze dohledat zde v databázi Poškozené a zničené kostely, kaple a synagogy v České republice |            |                                 |        |                                 |                                  |              |                                              |

Ve farnosti se mohou nacházet i další drobné sakrální stavby, místa římskokatolického kultu a pamětihodnosti, které neobsahuje tato tabulka.

## Příslušnost k farnímu obvodu
Z důvodu efektivity duchovní správy byl vytvořen farní obvod (kolatura) farnosti Semily, jehož součástí je i farnost Loukov u Semil, která je tak spravována excurrendo. V Loukově samotném však žije kněz, pověřený zde vykonáváním kněžských funkcí.